# Konrad von Rabenau

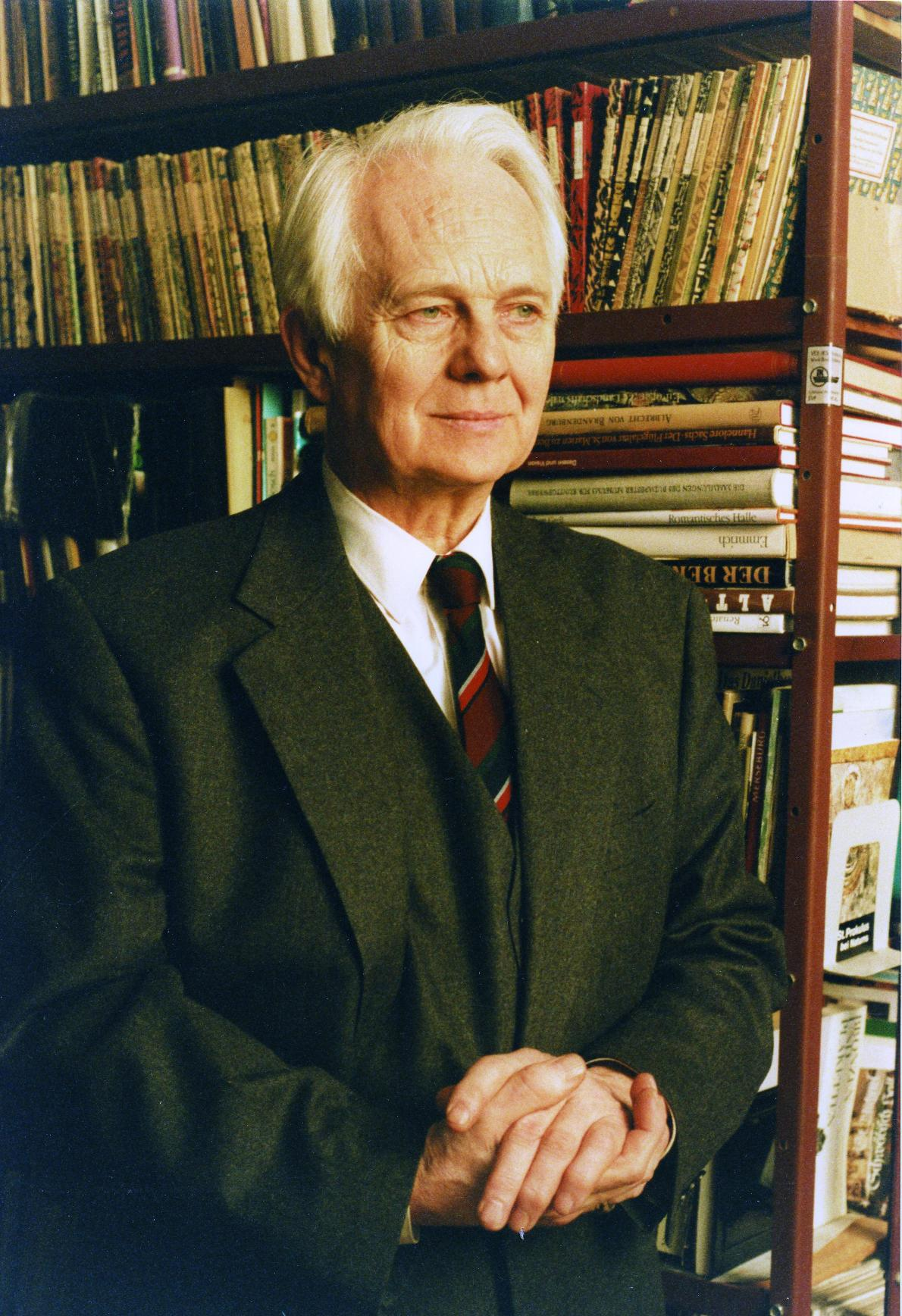
Konrad von Rabenau (ca. 1998)

Konrad Hugo Paul von Rabenau (* 3. Februar 1924 in Berlin-Schöneberg; † 23. Juli 2016 in Leipzig) war ein deutscher Theologe, Einbandforscher und Kommunalpolitiker.

## Werdegang
Die von Rabenaus stammten aus Sachsen. Konrad von Rabenau entstammt einer Berliner Pfarrersfamilie. In seiner Jugendzeit wurde er wesentlich von seinem Vater Eitel-Friedrich von Rabenau geprägt, einem aktiven Mitglied der Bekennenden Kirche und entschiedenen Gegner des Nationalsozialismus. Ihm half er auch während der NS-Zeit, Verfolgte des Regimes zu retten. Von 1942 bis 1946 studierte er evangelische Theologie in Tübingen, Göttingen, Jena und Berlin und war von 1950 bis 1956 als Assistent für Altes Testament an der Theologischen Fakultät der Martin-Luther-Universität Halle-Wittenberg tätig, wo er 1955 mit einer Dissertation zum Thema Die Entstehung des Buches Ezechiel in formgeschichtlicher Sicht zum Dr. theol. promoviert wurde.
Von 1956 bis 1973 war er Dozent für Altes Testament am Katechetischen Oberseminar Naumburg (Saale), einer Hochschule, die in kirchlicher Verantwortung betrieben wurde. 1973 wurde er als Oberkirchenrat in die Kirchenkanzlei der Evangelischen Kirche der Union (EKU) und das Sekretariat des Bundes der Evangelischen Kirchen in der DDR (BEK) nach Ost-Berlin berufen. Hier wirkte er bis zu seiner Pensionierung 1989 als Ausbildungsreferent, entwarf in dieser Funktion eine Konzeption für eine Ausbildungsreform aller kirchlichen Berufe und arbeitete in vielen kirchlichen Gremien mit.
Erst im Zuge der friedlichen Revolution in der DDR konnte sich von Rabenau ab 1989 politisch betätigen und wurde in seinem Wohnort Schöneiche bei Berlin eine wichtige Persönlichkeit der Umbruchszeit. Seine Bedeutung spiegelte sich darin wider, dass er in der ersten Legislaturperiode einer frei gewählten Gemeindevertretung zu deren Vorsitzendem gewählt wurde.

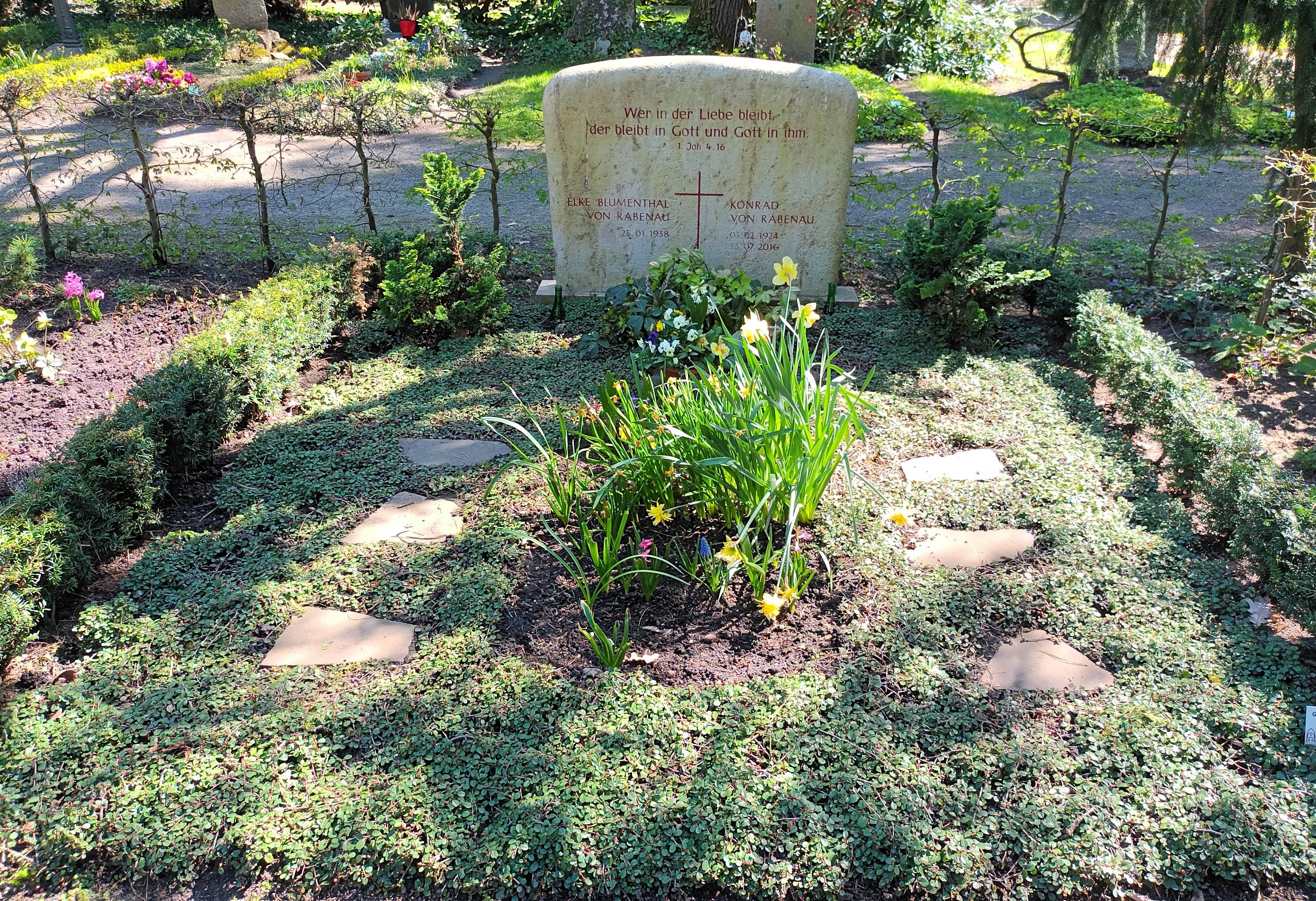
Grabstätte Konrad von Rabenau

Während seiner Dienstzeit sorgte von Rabenau für die Erfassung, Katalogisierung und Sicherung der kirchlichen Bibliotheken auf dem Gebiet der DDR und baute einen Kirchlichen Zentralkatalog historischer Buchbestände auf. Im Ruhestand konzentrierte er seine Forschungen dann auf Bibliotheks- und Einbandgeschichte. Hier setzte er beispielsweise die Arbeiten Ilse Schunkes an der Schwenke-Sammlung Gotischer Stempel- und Einbanddurchreibungen fort. 1995 war er der Initiator zur Gründung des AEB (Arbeitskreis für die Erfassung, Erschließung und Erhaltung historischer Bucheinbände) und der Zeitschrift Einband-Forschung (EF). Er gilt als einer der bedeutendsten Einbandforscher Deutschlands.
Rabenaus erste Ehe mit Ilse Marie Doubs (* 17. Dezember 1914 in Leipzig; † 29. Januar 2000 in Schöneiche bei Berlin) war kinderlos. Jedoch adoptierte das Ehepaar von Rabenau am 5. März 1954 in Halle/Saale den späteren Politiker Siegfried von Rabenau. In zweiter Ehe war von Rabenau mit der Ägyptologin Elke Blumenthal verheiratet. Sein umfangreiches Archiv zur Bibliotheks- und Einbandgeschichte ging 2015 in den Besitz der Staatsbibliothek zu Berlin über.
Zuletzt lebte von Rabenau in Leipzig. Seine Grabstätte befindet sich auf dem dortigen Südfriedhof.

## Schriften
- Herausgeber: Latinitas Christiana. Eine lateinisches Lesebuch mit Texten aus der Geschichte der christlichen Kirchen. 2 Bände. Evangelische Verlagsanstalt, Berlin 1978, ISBN 3-374-00033-9; 19872.
- Herausgeber: Martin Luther: „Thesen und Erläuterungen zur Heidelberger Disputation (De lege et fide conclusiones XXVIII, cum resolutionibus)“ und „Schrift über die Beichte (Opusculum de ratione confitendi). Einleitung zum zweiten Galaterkommentar = Argumentum Epistolae Pauli ad Galatas [und andere].“ 3 neugefundene lateinische Drucke aus der St.-Gotthardt-Bibliothek in Brandenburg. Böhlau, Köln/Wien 1987, ISBN 3-412-04987-5 (Reprint der Original-Ausgabe um 1520–1539; mit einer Einleitung von K. v. Rabenau).
- Deutsche Bucheinbände der Renaissance um Jakob Krause, Hofbuchbinder des Kurfürsten August I. von Sachsen. Rabenau, Schöneiche bei Berlin 1994, ISBN 2-87305-032-2 (Text- und Bildband).
- Die Bedeutung der Bilder für die persönliche Frömmigkeit und den Gottesdienst. In: Vergessene Altdeutsche Gemälde. 1815 auf dem Dachboden der Leipziger Nikolaikirche gefunden – 1997 anläßlich des 27. Deutschen Evangelischen Kirchentages präsentiert. Hrsg. von Herwig Guratzsch und Dietulf Sander. Edition Braus, Heidelberg 1997, ISBN 3-89466-196-8, S. 20–26.

- Zahlreiche Beiträge in der Zeitschrift Einband-Forschung. Informationsblatt des Arbeitskreises für die Erfassung, Erschließung und Erhaltung Historischer Bucheinbände (ISSN 1437-8167).[5]